# Mae Hong Son (provincie)
Mae Hong Son is een Thaise provincie in het noorden van Thailand. In december 2014 had de provincie 248.178 inwoners, waarmee het de 71e provincie qua bevolking in Thailand is. Met een oppervlakte van 12.681 km² is het de 8e provincie qua omvang in Thailand. De bevolkingsdichtheid is 19/km² ofwel de laagste van alle provincies in Thailand. De provincie ligt op ongeveer 924 kilometer van Bangkok. Mae Hong Son grenst aan Myanmar en aan de provincies Chiang Mai en Tak. Mae Hong Son ligt niet aan zee.

## Provinciale symbolen
|  | Het provinciale zegel toont een olifant in het water. Dit is een verwijzing naar het africhten van olifanten. De provinciale vlag is horizontaal verdeeld in donkerbruin/blauw/donkerbruin (1:3:1) met een afbeelding van het provinciale zegel in het midden van de vlag. De provinciale bloem is Tithonia diversifolia (Thai: บัวตอง boewatong). De provinciale boom is Millettia brandisiana (Thai: กระพี้จั่น kraphichan). |

## Klimaat
De gemiddelde jaartemperatuur is 29 graden. De temperatuur varieert van 9 graden tot 42,5 graden. Gemiddeld valt er 1358 mm regen per jaar.

## Politiek

### Bestuurlijke indeling
De provincie is onderverdeeld in 7 districten (Amphoe).
| Amphoe 1. Mae Hong Son 2. Khun Yuam 3. Pai 4. Mae Sariang 5. Mae La Noi 6. Sop Moei 7. Pang Ma Pha |

## Prestatie-index
United Nations Development Programme (UNDP) in Thailand heeft sinds 2003 voor subnationaal niveau een Index van de menselijke prestatie (Human Achievement Index – HAI) gepubliceerd op basis van acht belangrijke gebieden van de menselijke ontwikkeling. De provincie Mae Hong Son heeft een HAI-waarde van 0,5241 en blijft als 76e provincie onderaan de ranglijst staan.
| Hoofdgroep                    | Aantal graadmeters | Ranglijst |
| ----------------------------- | ------------------ | --------- |
| Volksgezondheid               | 7                  | 72e       |
| Onderwijs                     | 4                  | 73e       |
| Werkomstandigheden            | 4                  | 10e       |
| Huishoudelijk inkomen         | 4                  | 76e       |
| Huisvesting en leefomgeving   | 5                  | 71e       |
| Familie- en gemeenschapsleven | 6                  | 39e       |
| Transport en communicatie     | 6                  | 76e       |
| Deelname aan politiek, enz.   | 4                  | 73e       |

## Galerij

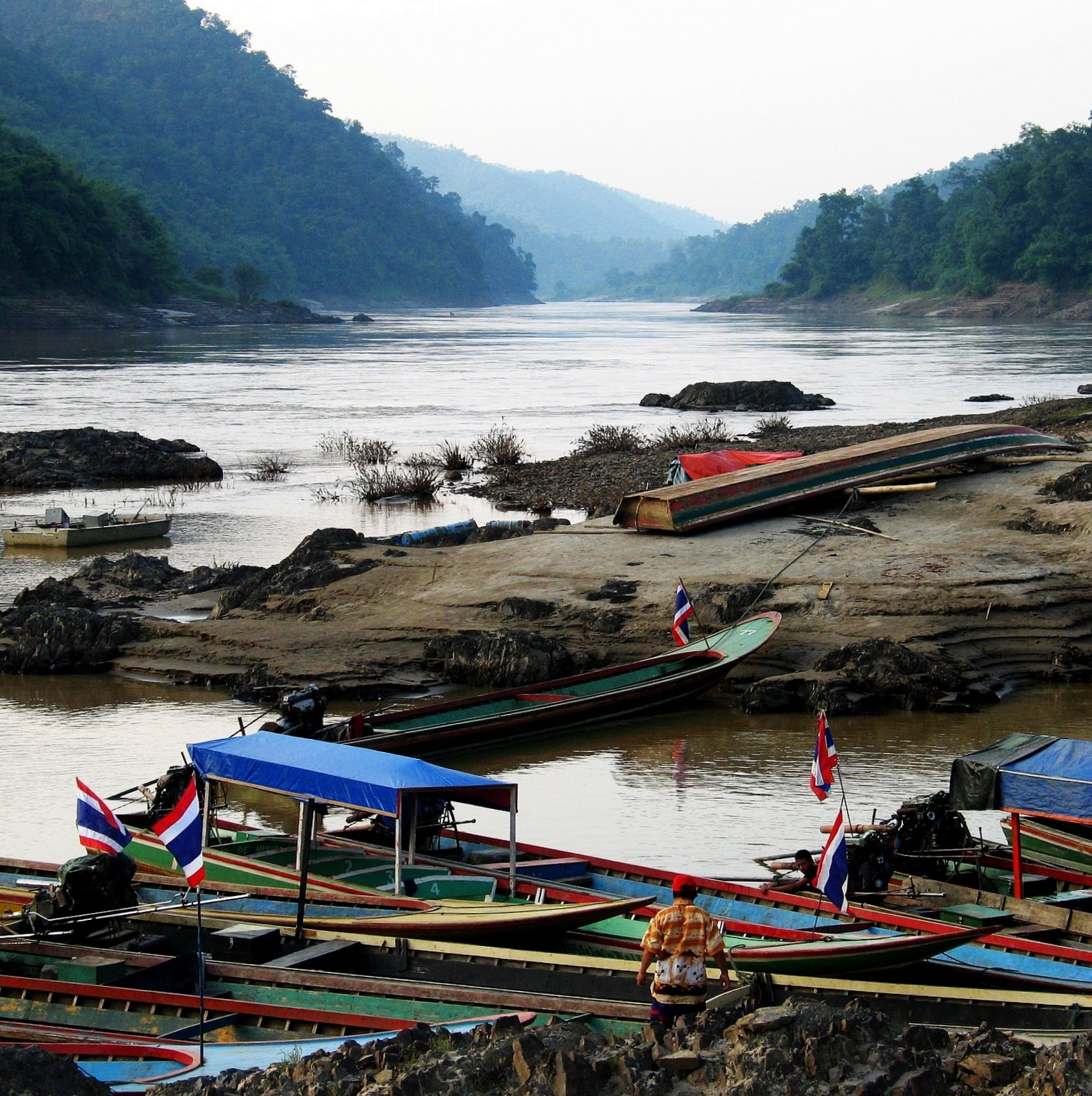
De rivier de Salween bij Mae Sam Laep, Amphoe Sop Moei
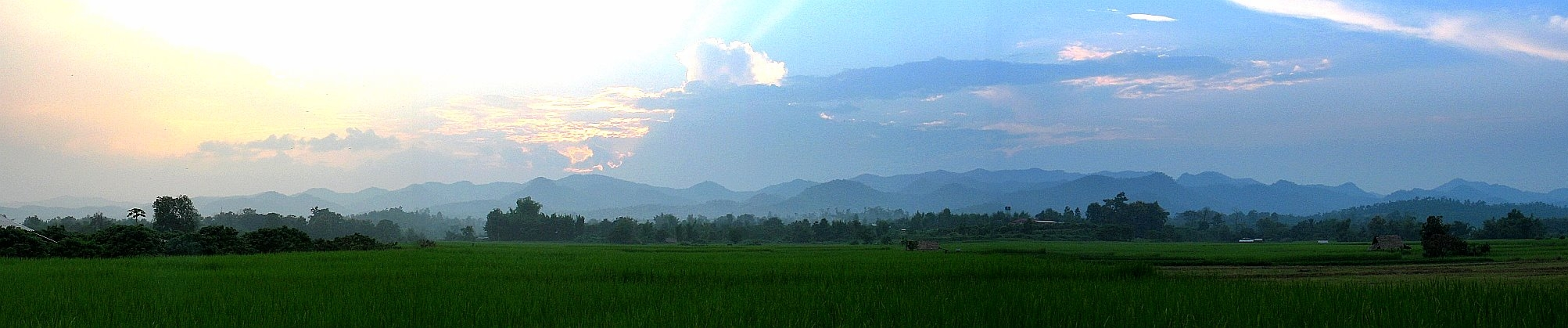
Panorama van de rijstvelden en bergen ten zuidwesten van het stadje Mae Sariang
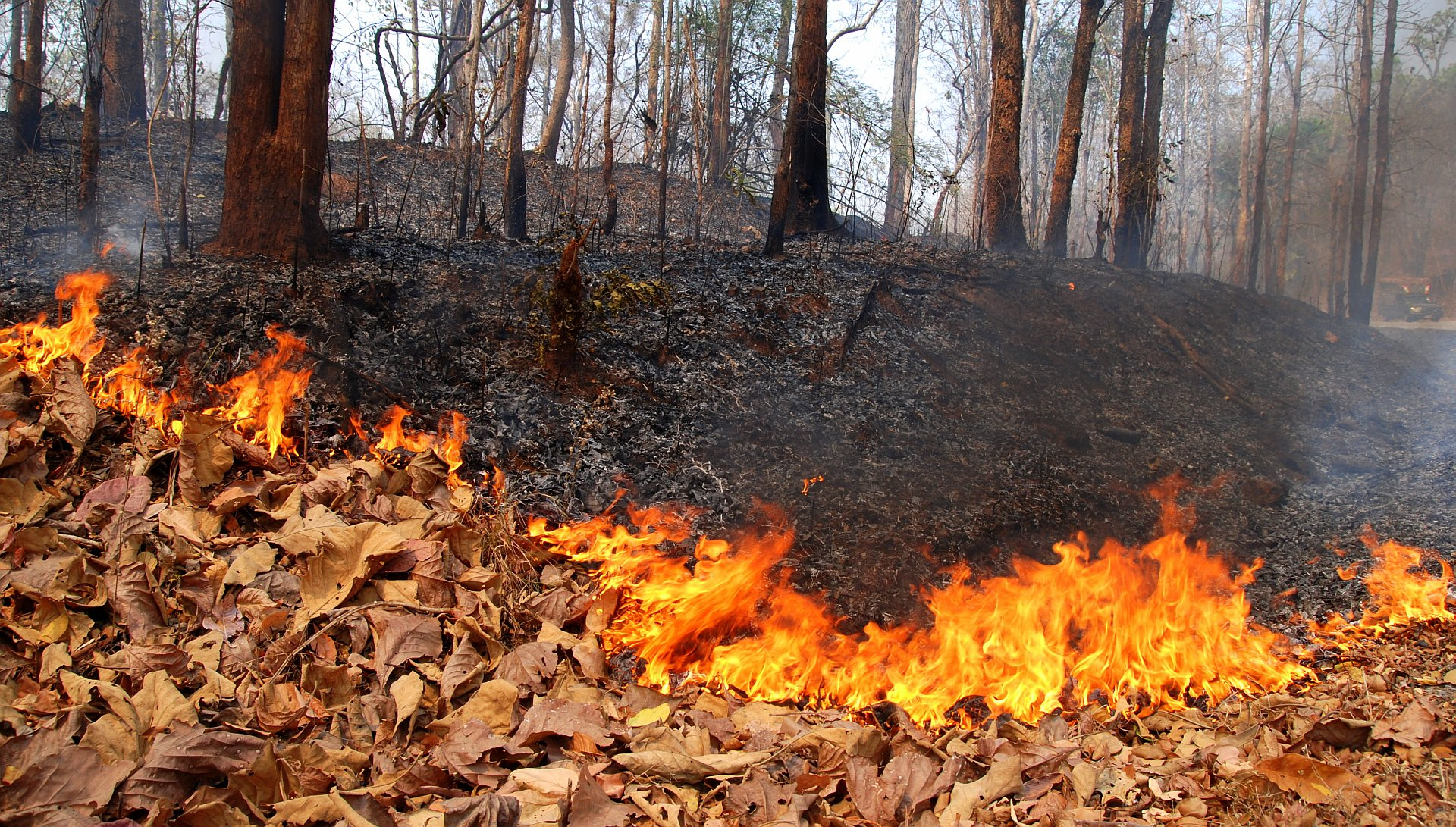
Noord-Thailand wordt ieder jaar tijdens de droge seizoen geteisterd door bosbranden